# Vesztfáliai nyelv
A vesztfáliai nyelv (németül Westfälische Sprache, saját nevén Wäästfaalisch) több dialektust is magába foglaló nyugat-alnémet nyelvváltozat, melyet Észak-Rajna-Vesztfália tartományban beszélnek döntően, de akadnak beszélői Hollandiában is. Területi elhelyezkedéséből adódóan a vesztfáliai nyelv átmenetet alkot a holland nyelv felé, s hasonlít rá a luxemburgi nyelv is. Erősen diftongizáló nyelv, pl. az enni ige vesztfáliaiul ieten, vagy iäten, melyet más alnémet nyelvjárások eten-nek mondanak. A vesztfáliai északi és déli nyelvjárásaikat között változnak a zöngés és zöngétlen mássalhangzók. Az északi nyelvjárás kemény t-ket használ, szemben a dél-vesztfáliai nyelvjárás d-t. A némettel való eltérése a mássalhangzók és magánhangzók átalakulásában érhető tetten: a vesztfáliaiban a piros-rat, németül rot, vagy a sake-ügy, németül sache.

## Nyelvjárások
Alapvetően három elkülönülő nyelvjáráscsoportja van:
- münsteri
- kelet-vesztfáliai (ebbe tartozik az osnabrücki nyelvjárás), erre jellemző a triftongusok használata, mely ritka jelenségnek tekinthető
- sauerlandi

Az északi nyelvjárások fuzionálnak az alsó-szász felé. Német nyelvű források a hollandiai vesztfáliait is külön is nyelvjárásnak tartják.

## A mai vesztfáliai nyelv
Az eredeti vesztfáliai nyelvet leginkább idősek beszélik, a lakosság fiatalabb részénél a vesztfáliait áthatja a sztenderd német. Olyannyira, hogy leginkább német szavakat használnak, melyet vesztfáliai kiejtéssel mondanak ill. ragoznak. A vesztfáliai irodalmi nyelv megteremtésére voltak kísérleteket, melyeket a felnémet irodalmi nyelv erőszakos terjedése elnyomott. A vesztfáliai nyelv írott formában nem szűnt meg, de visszaszorulóban van. A vesztfáliai irodalmi nyelv münsterlandi nyelvjáráson alapul, s természetesen Münsterland területén használatos leginkább. A helyesírás fonetikus íráson alapul.
Az újfajta vesztfáliai bár igencsak közel került a német nyelvhez, de szókészlete tartalmaz olyan lexikai sajátosságokat, amelyet a német sztenderd nem ért. Pl. Pölter-pizsama (németül Pyjama).
A vesztfáliai nyelvnek van külön ISO 639-3 kódja amely a wep. 2008-ban a helyi regionális tanácsok összeállították a nyelv szótárát a különböző dialektusok alapján.

## Külső hivatkozások
- Karte: Mundartregionen Westfalens (PDF)
- Niederdeutsche Sprache: Westfälische Mundarten
- Niederdeutsche Sprachpflege
- Kommission für Mundart- und Namenforschung Westfalens